# Dadyanos
Dadyanos is een monotypisch geslacht van straalvinnige vissen uit de familie van puitalen (familie) (Zoarcidae).

## Soort
- Dadyanos insignis (Steindachner, 1898)